# Чаган (приток Чаганузуна)
Чаган (устар. Шаган) — река в России, протекает по Кош-Агачскому району Республики Алтай. Устье реки находится в 25 км от устья Чаганузуна по правому берегу, на западной оконечности села Бельтир. Длина реки составляет 21 км (с рекой Караоюк — 40 км), площадь водосборного бассейна — 340 км². Высота устья — 1936 м над уровнем моря.

## Данные водного реестра
По данным государственного водного реестра России относится к Верхнеобскому бассейновому округу, водохозяйственный участок реки — Катунь, речной подбассейн реки — Бия и Катунь. Речной бассейн реки — (Верхняя) Обь до впадения Иртыша.